# Johann Friedrich Bahrdt (Autor)

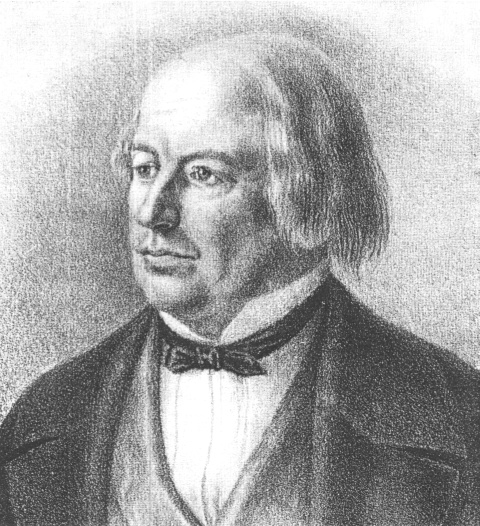
Johann Friedrich Bahrdt

Johann Friedrich Bahrdt (* 17. Juli 1789 in Dargun; † 12. Februar 1847 in Neustrelitz) war ein deutscher Schriftsteller.

## Leben
Johann Friedrich Bahrdt kam als erstes von sechs Kindern des armen Riemenmeisters (Michael) Eckardt Bahrdt und der Förstertochter Johanne Marie Beata geb. Westphal zur Welt. Aufgewachsen ist er bei seinem Großvater mütterlicherseits im benachbarten Finkenthal, wo er vom Pastor unterrichtet wurde. Er sträubte sich gegen den vom Vater bestimmten Beruf Schneider und lernte dann bei einem Apotheker in Teterow. 1813 trat er ins Lützowsche Freikorps ein und nahm an dessen Feldzügen teil. Anschließend ging er nach Neustrelitz, wo er bis 1831 als Apothekergehilfe tätig war. Da er nicht die nötigen Geldmittel besaß, sich als Apotheker selbstständig zu machen, gab er diesen Beruf auf, um sich der Schriftstellerei zu widmen. Er war mit Adolf Glaßbrenner Redakteur des Wendischen Boten. Daneben schrieb er einige Dramen, die in verschiedenen Theatern aufgeführt wurden. Neben Lyrik, Gelegenheitsdichtungen und Dramen verfasste Bahrdt auch ein Preislied auf Mecklenburg-Strelitz, das zur Landeshymne wurde.  1833 bis 1837 war er Sekretär des Staatsministers August von Oertzen (1777–1837). Danach lebte er bis zu seinem Tod 1847 von einer kleinen Pension.
Aus der im 1. November 1833 in Teschendorf (Burg Stargard) geschlossenen Ehe mit der Fischerstochter Albertine Maria Friedrike geb. Saefkow († 1834), ging eine Tochter, Albertine (* 4. Oktober 1834; † 26. April 1916 in Neustrelitz), hervor. Sie wurde Lehrerin.

## Werke
- Barths bekanntestes Werk, die Landeshymne von Mecklenburg-StrelitzVandalia (Hymne)

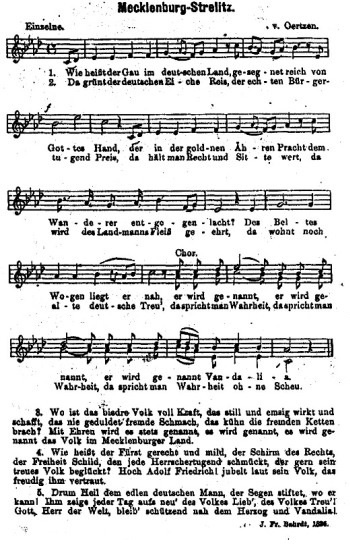
Barths bekanntestes Werk, die Landeshymne von Mecklenburg-Strelitz

- Die Juden in Mecklenburg und ihre Wortführer vor dem Richterstuhle der öffentlichen Meinung. Neustrelitz 1828.
- Scherz und Ernst. Eine Sammlung poetischer Versuche verschiedenen Inhalts. 2 Bände, Neustrelitz 1830 (darin Die Templer in Palästina. Romantisches Drama mit Chören und Liedern in 4 Aufzügen; Vermischte Gedichte; Lebende Bilder aus Tombutku.)
- Die Gründung der Residentzstadt Neustrelitz. Eine poetische Skizze zu deren ersten Säkular-Feier am 20. Mai 1833. Korb, Neustrelitz [1833].
- Dramatische Dichtungen. Band 1, Fleischer, Leipzig 1834 (mehr nicht erschienen, darin: Der Weihnachtsabend; Die Lichtensteiner. Dramatisches Gemälde in 5 Aufzügen; Die Grabesbraut, oder Gustav Adolph in München. Ein dramatisches Gemälde in 5 Aufzügen und einem Vorspiel).
- Lieder und Gesänge zu „Vergangenheit. Eine Scene aus dem deutschen Freiheitskampfe 1814“. [Neubrandenburg], 1838.
- Erinnerungen. Eine Sammlung von Gelegenheits-Gedichten und dramatischen Festspielen. Neustrelitz und Neubrandenburg 1840.
- Die Templer in Palästina. Historisches Drama aus den Zeiten der Kreuzzüge. Koffka & Blomberg, Leipzig 1846.